# الجمعة (تعز)
الجمعة هي إحدى قرى الجمهورية اليمنية. وهي تتبع جغرافيًا لمحافظة تعز. وإداريًا لمديرية المخاء. يبلغ تعداد سكانها 3166 نسمة حسب الإحصاء الذي جرى عام 2004.